# Bahnhof Langholz

Der Bahnhof Langholz war zwischen 1903 und 1949 ein Umsteigebahnhof zwischen den beiden schweizerischen Überlandstrassenbahnen Uster–Oetwil-Bahn (UOeB) und Wetzikon–Meilen-Bahn (WMB) und anschliessend noch bis 1950 eine Haltestelle der WMB.
Der Bahnhof besass für beide Bahngesellschaften Geleise die der jeweiligen Bahngesellschaft gehörten. Diese lagen vollständig im Strassenplanum.
Die Bahnstrecke der Uster–Oetwil-Bahn war über ein Gleisdreieck mit der Bahnstrecke der Wetzikon–Meilen-Bahn verbunden. Die Geleisanlage der Wetzikon–Meilen-Bahn bestand aus einem Durchfahrtsgleis und einem zur Uster–Oetwil-Bahn führenden Ausweichgleis. Das Ausweichgleis diente gleichzeitig als Gleisdreieck. Über dieses wurde auch die Remise der Uster–Oetwil-Bahn angefahren. Im östlichen Schenkel des Gleisdreiecks befanden sich die beiden Geleise der Uster–Oetwil-Bahn.
Das Gelände des Bahnhofes liegt auf dem Boden der Gemeinde Oetwil am See. Die Remise der Uster–Oetwil-Bahn ist auch heute noch zu erkennen, das Aufnahmegebäude hingegen ist abgebrochen.